# James Robert Dickson

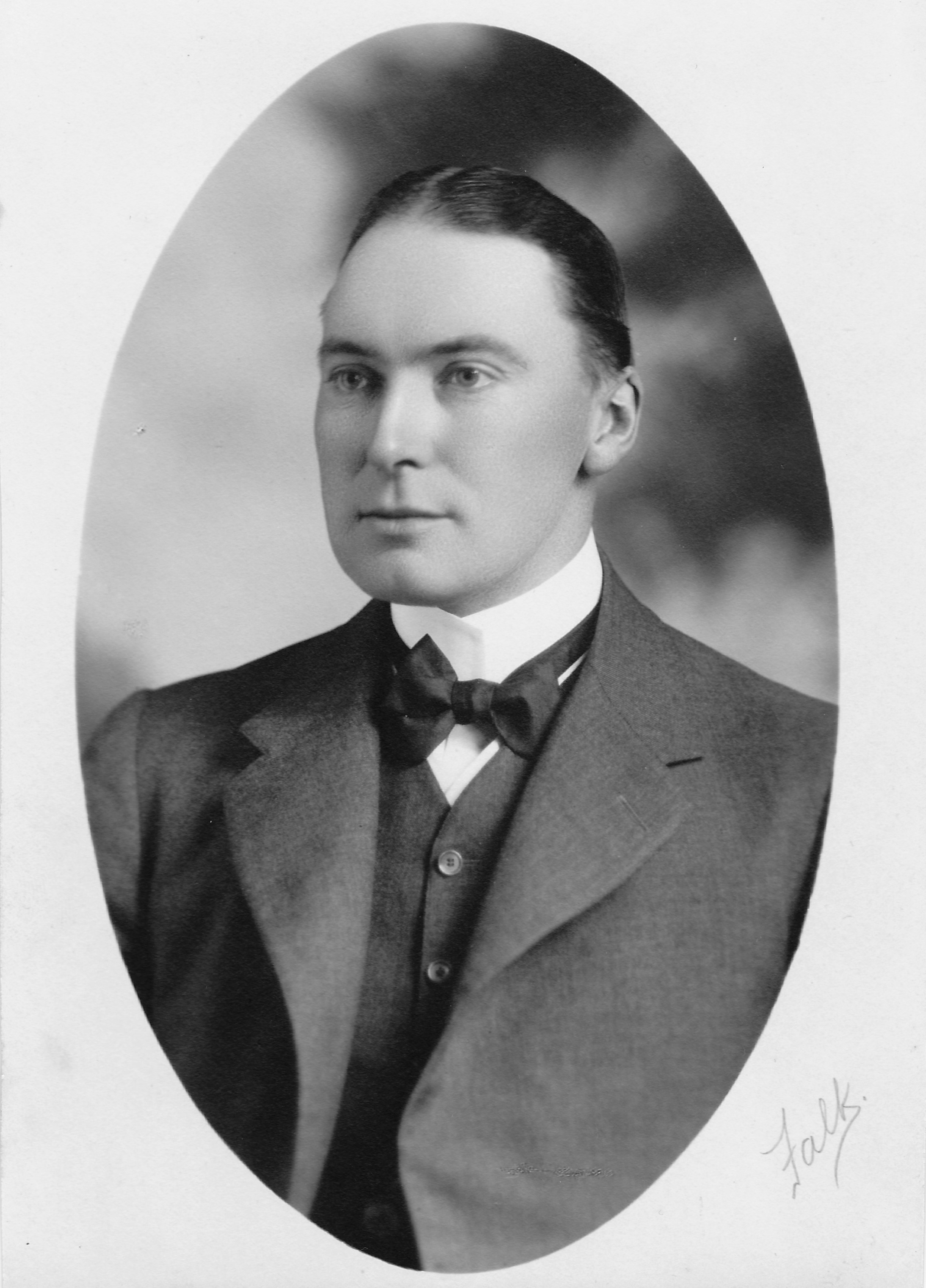
Porträttbild av James Robert Emil Dickson

James Robert Emil Dickson, född 18 december 1878 i Göteborg, död 10 mars 1945 i Göteborg, var en svensk godsägare (Överås) och affärsman.
Robert Dickson studerade i Göteborg och Lund, och var VD för Bleckvarufabriken 1902–1907. Han hade flera styrelseuppdrag, bland annat för Sydsvenska Kredit AB, AB Göteborgs bank, Lund-Bjerreds Järnvägs AB, Allmänna Svenska Utsädes AB, Lessebo, Svenska Kritbruks AB, Östra Skånes Torvströfabrik, Aktieselskabet National, Svenska Dagbladet, AB Mölnlycke-Trysil, AB Edsvalla Bruk, Wermlands Elektriska Försäljnings AB, Hillringsbergs AB, Fryksfors AB, Billeruds AB, Slottsbrons Sulfit AB, Dejefors Kraft- & Fabriks AB, Kyrkebyns Sulfit AB, Borgviks AB.
Robert Dickson hade således erfarenheter från olika företag, och blev 1916 delägare i firman Dickson & Sjöstedt.
Genom sitt ägarskap och engagemang i Svenska Dagbladet blev han förebild för den rike mannen Rickson i Hjalmar Söderbergs Den allvarsamma leken. 

## Familj
Han var son till Robert Dickson och Emily Quensel, och var sedan 1903 gift med Helen Parr Anker, dotter till Conrad Anker från Kristiania och Helene Parr. Makarna Dickson är begravda på Örgryte gamla kyrkogård.